# Liste der Staatsoberhäupter 1868
Übersicht
◄◄ | ◄ | 1864 | 1865 | 1866 | 1867 | Liste der Staatsoberhäupter 1868 | 1869 | 1870 | 1871 | 1872 | ► | ►►

Weitere Ereignisse

## Afrika
- Ägypten
  - Khedive: Ismail Pascha (1867–1879)

- Äthiopien
  - Kaiser: Theodor II. (1855–1868)
  - Kaiser: Tekle Giyorgis II. (1868–1871)

- Buganda
  - König: Mutesa I. (1856–1884)

- Bunyoro
  - König: Kyebambe IV. (1852–1869)

- Burundi
  - König: Mwezi IV. Gisabo (1852–1908)

- Dahomey
  - König: Glélé (1856–1889)

- Liberia
  - Präsident: Daniel Bashiel Warner (1864–1868)
  - Präsident: James Spriggs Payne (1868–1870)

- Marokko
  - Sultan: Sidi Mohammed IV. (1859–1873)

- Ruanda
  - König: Kigeri IV. (1853–1895)

- Kalifat von Sokoto
  - Kalif: Ahmad Rufa'i (1867–1873)

- Südafrikanische Republik
  - Präsident: Marthinus Wessel Pretorius (1864–1871)

- Zulu
  - König: Mpande ka Senzangakhona (1840–1872)

## Amerika

### Nordamerika
- Kanada
  - Staatsoberhaupt: Königin Victoria (1867–1901)
  - Generalgouverneur: Charles Monck, 4. Viscount Monck (1867–1869)
  - Regierungschef: Premierminister John A. Macdonald (1867–1873)

- Mexiko
  - Staats- und Regierungschef: Präsident Benito Juárez (1861–1864, 1867–1872)

- Vereinigte Staaten von Amerika
  - Staats- und Regierungschef: Präsident Andrew Johnson (1865–1869)

### Mittelamerika
- Costa Rica
  - Staats- und Regierungschef:
    1. Präsident José María Castro Madriz (1847–1849, 1866–16. November 1868)
    2. Präsident Jesús Jiménez Zamora (1842–1844, 1846–1847, 1863–1866 16. November 1868–1870)

- Dominikanische Republik
  - Staats- und Regierungschef: Präsident Buenaventura Báez (1849–1853, 1856–1858 Mai 1868–1873, 1876–1878)

- El Salvador
  - Staats- und Regierungschef: Präsident Francisco Dueñas (1852–1854, 1863–1871)

- Guatemala
  - Staats- und Regierungschef: Präsident Vicente Cerna (1865–1871)

- Haiti
  - Staats- und Regierungschef: Präsident Sylvain Salnave (1867–1869)

- Honduras
  - Staats- und Regierungschef: Präsident José María Medina (1863–1872)

- Nicaragua
  - Staats- und Regierungschef: Präsident Fernando Guzmán (1867–1871)

### Südamerika
- Argentinien
  - Staats- und Regierungschef:
    1. Präsident Bartolomé Mitre (1862–12. Oktober 1868)
    2. Präsident Domingo Faustino Sarmiento (12. Oktober 1868–1874)

- Bolivien
  - Staats- und Regierungschef: Präsident Mariano Melgarejo (1864–1871)

- Brasilien
  - Herrscher: Kaiser Peter II. (1831–1889)

- Chile
  - Staats- und Regierungschef: Präsident José Joaquín Pérez (1861–1871)

- Ecuador
  - Staats- und Regierungschef:
    1. (amtierend) Pedro José de Arteta (1867–20. Januar 1868)
    2. Präsident Juan Javier Espinosa (20. Januar 1868–1869)

- Kolumbien
  - Staats- und Regierungschef:
    1. Präsident Santos Acosta (1867–1. April 1868)
    2. Präsident Santos Gutiérrez (1. April 1868–1870)

- Paraguay
  - Staats- und Regierungschef: Präsident Francisco Solano López (1862–1870)

- Peru (umstritten)
  - Staats- und Regierungschef:
    1. Präsident Mariano Ignacio Prado (1865–7. Januar 1868)
    2. (amtierend) Pedro Diez Canseco (8. Januar–2. August 1868)
    3. Präsident José Balta (2. August 1868–1872)

- Uruguay
  - Staats- und Regierungschef:
    1. (provisorisch) Venancio Flores (1865–15. Februar 1868)
    2. (amtierend) Senatspräsident Pedro Varela (15. Februar–1. März 1868)
    3. Präsident Lorenzo Batlle y Grau (1. März 1868–1872)

- Venezuela
  - Staats- und Regierungschef:
    1. Präsident Juan Crisóstomo Falcón (1863–1868)
    2. Präsident Manuel Ezequiel Bruzual (1868)
    3. Präsident Guillermo Tell Villegas (1868)
    4. Präsident José Ruperto Monagas (1868–1870)

## Asien
- Abu Dhabi:
  - Emir: Zayed I. (1855–1909)

- Adschman:
  - Scheich: Humaid I. (1848–1872)

- Afghanistan
  - Emir: Shir Ali Khan (1867–1879)

- Bahrain:
  - Emir: Muhammad ibn Chalifa Al Chalifa (1842–1868)
  - Emir: Ali ibn Chalifa Al Chalifa (1868–1869)

- China (Qing-Dynastie):
  - Kaiser: Tongzhi (1861–1874)

- Republik Ezo
  - Präsident: Enomoto Takeaki (1868–1869)

- Britisch-Indien
  - Vizekönig: John Lawrence (1864–1869)

- Japan:
  - Kaiser: Mutsuhito (1867–1912)
  - Shōgun: (Tokugawa): Tokugawa Yoshinobu (1867–1868)

- Korea:
  - König: Gojong (1864–1897)

- Kuwait:
  - Emir: Abdullah II. (1866–1892)

- Oman:
  - Sultan: Salim ibn Thuwaini (1866–1868)
  - Sultan: Azzan ibn Qais (1868–1871)

- Persien (Kadscharen-Dynastie)
  - Schah: Naser od-Din Schah (1848–1896)

- Thailand
  - König: Mongkut, König von Thailand (1851–1868)
  - König: Chulalongkorn, König von Thailand (1868–1910)

## Australien und Ozeanien
- Hawaii
  - König: Kamehameha V. (1863–1872)

## Europa
- Andorra
  - Co-Fürsten:
    - Kaiser von Frankreich: Napoleon III. (1848–1870)
    - Bischof von Urgell: Josep Caixal i Estradé (1851–1879)

- Baden
  - Großherzog: Friedrich I. (1852–1907)

- Bayern
  - König: Ludwig II. (1864–1886)

- Belgien
  - Staatsoberhaupt: König Leopold II. (1865–1909)
  - Regierungschef:
    - Ministerpräsident Charles Rogier (1847–1852, 1857–3. Januar 1868)
    - Ministerpräsident Walthère Frère-Orban (3. Januar 1868–1870, 1878–1884)

- Dänemark
  - Staatsoberhaupt: König: Christian IX. (1863–1906)
  - Regierungschef: Ministerpräsident Christian Emil Krag-Juel-Vind-Frijs (1865–1870)

- Frankreich
  - Kaiser: Napoleon III. (1851–1870)

- Griechenland
  - König: Georg I. (1863–1913)

- Italien
  - König: Viktor Emanuel II. (1861–1878)

- Monaco
  - Fürst Karl III. (1856–1889)

- Montenegro (bis 1878 unter osmanischer Suzeränität)
  - Fürst: Nikola I. Petrović Njegoš (1860–1918) (ab 1910 König)

- Neutral-Moresnet
  - König: Leopold II. (1865–1909)
  - König: Wilhelm I. (1861–1888)
  - Bürgermeister: Joseph Kohl (1859–1882)

- Niederlande
  - König: Wilhelm III. (1849–1890)

- Norddeutscher Bund
  - Preußen:
    - König: Wilhelm I. (1861–1888)

  - Hessen-Darmstadt
    - Großherzog: Ludwig III. (1848–1877)
      - Präsident des Gesamt-Ministeriums: Reinhard Carl Friedrich von Dalwigk (1850–1871)

  - Mecklenburg-Schwerin
    - Großherzog: Friedrich Franz II. (1842–1883)
      - Präsident des Staatsministeriums: Jasper von Oertzen (1858–1869)

  - Mecklenburg-Strelitz
    - Großherzog: Friedrich Wilhelm (1860–1904)
      - Staatsminister: Bernhard Ernst von Bülow (1862–1868)
      - Staatsminister: Wilhelm von Hammerstein (1868–1872)

  - Oldenburg
    - Großherzog: Nikolaus Friedrich Peter (1853–1900)
      - Staatsminister: Peter Friedrich Ludwig Freiherr von Rössing (1851–1874)

  - Sachsen-Weimar-Eisenach
    - Großherzog: Carl Alexander (1853–1901)

  - Anhalt
    - Herzog: Leopold IV. (1863–1871)

  - Herzogtum Braunschweig
    - Herzog: Wilhelm (1830–1884)

  - Herzogtum Sachsen-Meiningen
    - Herzog: Georg II. (1866–1914)

  - Sachsen-Altenburg
    - Herzog: Ernst I. (1853–1908)

  - Lippe
    - Fürst: Leopold III. (1851–1875)

  - Reuß ältere Linie
    - Fürst: Heinrich XXII. (1867–1902)

  - Reuß jüngere Linie
    - Fürst: Heinrich XIV.

  - Sachsen:
    - König: Johann I. (1854–1873)
      - Vorsitzender des Gesamtministeriums: Johann Paul von Falkenstein (1866–1871)

  - Sachsen-Coburg und Gotha
    - Herzog: Ernst II. (1844–1893)
      - Staatsminister: Camillo von Seebach (1849–1888)

  - Schaumburg-Lippe
    - Fürst: Adolf I. Georg (1860–1893)

  - Schwarzburg-Rudolstadt
    - Fürst: Georg I. Albert

  - Schwarzburg-Sondershausen
    - Fürst: Günther Friedrich Carl II.

  - Waldeck und Pyrmont (ab 1. Januar 1968 durch Preußen verwalten)
    - Fürst: Georg Viktor (1845–1893)
    - Preußischer Landesdirektor: Adalbert von Flottwell (1868–1872)

  - Württemberg
    - König: Karl (1864–1891)
      - Staatsminister: Karl Freiherr von Varnbüler (1864–1870)

- Norwegen
  - König: Karl IV. (1859–1872) (identisch mit Karl XV. von Schweden; Norwegisch-Schwedische Personalunion)

- Osmanisches Reich:
  - Sultan: Abdülaziz (1861–1876)

- Österreich-Ungarn
  - Kaiser und König: Franz Joseph I. (1848–1916)

- Portugal
  - König: Ludwig I. (1861–1889)

- Rumänien (bis 1878 unter osmanischer Suzeränität)
  - Staatsoberhaupt: Fürst Karl I. (1866–1914) (ab 1881 König)
  - Regierungschef:
    - Ministerpräsident Ștefan Golescu (1867–1868)
    - Ministerpräsident Dimitrie Ghica (1868–1870)

- Russland
  - Kaiser: Alexander II. (1855–1881)

- Schweden
  - König: Karl XV. (1859–1872) (1859–1872 König von Norwegen)

- Serbien (bis 1878 unter osmanischer Suzeränität)
  - Fürst: Mihailo Obrenović III. (1839–1842, 1860–1868)
  - Fürst: Milan Obrenović IV. (1868–1889) (ab 1882 König)

- Spanien
  - Königin: Isabella II. (1833–30. September 1868)
  - Präsident der provisorischen Regierung Pascual Madoz (30. September 1868–3. Oktober 1868)
  - Präsident der provisorischen Regierung Joaquín Aguirre de la Peña (3. Oktober 1868–8. Oktober 1868)
  - Präsident der provisorischen Regierung Francisco Serrano Domínguez (8. Oktober 1868–1869) (1869–1871 Regent, 1874 Präsident)

- Ungarn
  - König: Franz Joseph I. (1848–1916) (1848–1916 König von Böhmen, 1848–1916 Kaiser von Österreich)

- Vereinigtes Königreich
  - Staatsoberhaupt: Königin Victoria (1837–1901) (1877–1901 Kaiserin von Indien)
  - Regierungschef: Premierminister William Ewart Gladstone (1868–1874, 1880–1885, 1886, 1892–1894)